# Hermanns & Riemann
Das Architekturbüro Hermanns & Riemann für Hochbauten und Ingenieurarbeiten bestand aus dem Kgl. Baurat Rudolf Hermanns (1853–1909) und Kuno Riemann (1851–1928) und wurde 1885 in Elberfeld gegründet. Da die Arbeiten an den Elberfelder Zoo-Gaststätten schon vor 1885 begannen, ist anzunehmen, dass die gemeinsame Arbeit an dem Projekt zu der Gründung des Büros führte. Sie erschlossen ab 1892 auf eigene Rechnung das Elberfelder Zooviertel und den Bau der ersten Villen dort. Zahlreiche Bauten waren 1901, 1907 und 1916 im Besitz von Hermanns & Riemann, so dass man davon ausgehen kann, dass sie nach ihren Plänen entstanden sind.
Ein Zweigbüro wurde 1894 in Bocholt eröffnet. 1907 befand sich das Büro in der Kaiser-Wilhelm-Allee 19 in Liquidation.
Zahlreiche Bauten des Büro Hermanns & Riemann stehen heute unter als Baudenkmal unter Schutz.

## Bauten
- Gebäude für die Bergisch-Märkische Bank in Elberfeld (1897)
- Bankhaus Schwarzschild, Fischer & Comp. in Barmen (nicht datiert)
- Gebäude der Volksbank in Barmen (nicht datiert)
- Evangelische Handwerker-Bildungsanstalt in Gmünd (Eifel) (nicht datiert)
- Gesellschaftshaus Verein in Elberfeld (nicht datiert)
- Zoo-Gaststätten in Elberfeld (in drei Bauabschnitten 1881, 1891 und 1899)
- Erschließung des Zooviertels in Elberfeld (ab 1892)
- Herthastraße 2, Haus Grüneck in Elberfeld, (1894; bewohnt durch Kuno Riemann)
- Märchenbrunnen in Elberfeld (1897)
- Am Kothen 4 nun Hubertusallee, in Elberfeld, (vor 1907)
- Hubertusallee 7 in Elberfeld (vor 1907)
- Hubertusallee 9 in Elberfeld (vor 1907)
- Hubertusallee 18, Villa Eisfeller in Elberfeld, (vor 1907; bewohnt durch Rudolf Hermanns)
- Jaegerstraße 3 in Elberfeld (vor 1901)
- Jaegerstraße 7 in Elberfeld (vor 1907)
- Jaegerstraße 8 in Elberfeld (vor 1901)
- Jaegerstraße 9 in Elberfeld (vor 1907)
- Jaegerstraße 10 in Elberfeld (vor 1901)
- Jaegerstraße 11 in Elberfeld (1894), bekannt als ehem. Maximilian-Kolbe-Kapelle
- Jaegerstraße 12 in Elberfeld (1905) Einfamilienhaus für August Viehhaus, Chemiker und Färbereibesitzer
- Jaegerstraße 16 in Elberfeld (vor 1907)
- Jaegerstraße 18 in Elberfeld (vor 1907)
- Kaiser-Wilhelm-Allee 9 in Elberfeld (vor 1907)
- Kaiser-Wilhelm-Allee 10 in Elberfeld (vor 1901)
- Kaiser-Wilhelm-Allee 11 in Elberfeld (vor 1901)
- Kaiser-Wilhelm-Allee 12 in Elberfeld (vor 1901)
- Kaiser-Wilhelm-Allee 14 in Elberfeld (vor 1901)
- Kaiser-Wilhelm-Allee 15 in Elberfeld (vor 1901)
- Kaiser-Wilhelm-Allee 16 in Elberfeld (vor 1901)
- Kaiser-Wilhelm-Allee 17 in Elberfeld (vor 1901) Zeichensäle von Hermanns & Riemann
- Kaiser-Wilhelm-Allee 18 in Elberfeld (vor 1901)
- Kaiser-Wilhelm-Allee 19 in Elberfeld (vor 1901) Büroräume von Hermanns & Riemann
- Kaiser-Wilhelm-Allee 24 in Elberfeld (vor 1901)
- Kaiser-Wilhelm-Allee 27 in Elberfeld (vor 1901)
- Kaiser-Wilhelm-Allee 29 in Elberfeld (ca. 1908)
- Kaiser-Wilhelm-Allee 31 in Elberfeld (vor 1901)
- Kaiser-Wilhelm-Allee 33 in Elberfeld (vor 1901)
- Kaiser-Wilhelm-Allee 35 in Elberfeld (vor 1901)
- Kaiser-Wilhelm-Allee 37 in Elberfeld (vor 1901)
- Kaiser-Wilhelm-Allee 39 in Elberfeld (vor 1901)
- Kaiser-Wilhelm-Allee 41 in Elberfeld (vor 1901)
- Kaiser-Wilhelm-Allee 43, Villa Wilhelma in Elberfeld, (vor 1901)
- Kaiser-Wilhelm-Allee 45 in Elberfeld (vor 1901)
- Kaiser-Wilhelm-Allee 47 in Elberfeld (vor 1901)
- Selmaweg 11 in Elberfeld (vor 1907)
- Siegesallee 7 heute Walkürenallee in Elberfeld (vor 1901) bewohnt von Oberbürgermeister Funck
- Siegesallee 4 heute Walkürenallee in Elberfeld (vor 1907)
- Siegfriedstraße 37 in Elberfeld (vor 1916)
- Siegfriedstraße 39 in Elberfeld (vor 1916)